# راربی‌جی
راربی‌جی (به انگلیسی: RARBG) وب‌سایتی بود که فهرستی از فایل‌های تورنت را برای اشتراک‌گذاری فایل‌های همتا به همتا که از طریق پروتکل بیت‌تورنت استفاده می‌شود را ارائه می‌کرد و از سال ۲۰۱۴ تا زمان انحلالش در ۲۰۲۳ همواره در فهرست سالانه پربازدیدترین وب‌سایت‌های تورنت که توسط تورنت‌فریک گردآوری می‌شود حضور داشت. این وب‌سایت در ژانویه ۲۰۲۳ در رتبه چهارم قرار داشت. راربی‌جی به کاربران اجازه بارگذاری تورنت‌هایشان را نمی‌داد و صرفاً فهرستی از فایل‌های بارگذاری شده توسط مدیران سایت را ارائه می‌کرد.

## انحلال
در ۳۱ مه ۲۰۲۳ پیامی در صفحه اصلی سایت به نمایش درآمد که بیان می‌کرد گردانندگان سایت به دلایل متعددی از جمله تأثیر دنیاگیری کووید-۱۹ (و مرگ چندتن از اعضای گروه)، حمله روسیه به اوکراین (و حضور برخی از اعضا در مناطق جنگی)، اوج‌گیری تورم و هزینه‌های بالای نگهداری سایت قصد ادامه دادن ندارند و این وبسایت منحل شد.